# Difosfomevalonato descarboxilasa
La difosfomevalonato descarboxilasa (EC 4.1.1.33), más comúnmente referida en la literatura científica como mevalonato difosfato descarboxilasa, es una enzima que cataliza la reacción química
ATP + (R)-5-difosfomevalonato {\displaystyle \rightleftharpoons } ADP + fosfato + pirofosfato de isopentenilo + CO<sub>2</sub>
Esta enzima convierte el mevalonato 5-difosfato (MVAPP) en pirofosfato de isopentenilo (IPP) a través de la descarboxilación dependiente de ATP. Los dos sustratos de esta enzima son ATP y mevalonato 5-difosfato, mientras que sus 4 productos son ADP, fosfato, pirofosfato de isopentenilo y CO2.

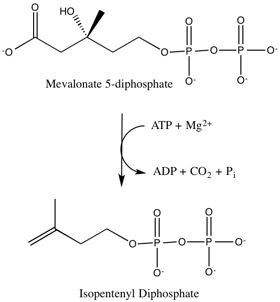
Descarboxilación dependiente de ATP catalizada por mevalonato difosfato descarboxilasa.

La mevalonato difosfato descarboxilasa cataliza el paso final en la ruta del mevalonato. La vía del mevalonato es responsable de la biosíntesis de los isoprenoides del acetato. Esta vía desempeña un papel clave en múltiples procesos celulares mediante la síntesis de esteroles, como el colesterol, e isoprenoides no esteroides, como el dolicol, la tRNA isopenteniltransferasa y la ubiquinona.

Esta enzima pertenece a la familia de liasas, específicamente las carboxi-liasas, las cuales catalizan la ruptura C-C de un ácido carboxílico con eliminación de anhídrido carbónico.  El nombre sistemático de esta clase de enzimas son: 
ATP:(R)-5-difosfomevalonato carboxi-liasa 
pirofosfomevalonato descarboxilasa
mevalonato-5-pirofosfato descarboxilasa
pirofosfomevalonato descarboxilasa
5-pirofosfomevalonato descarboxilasa
mevalonato 5-difosfato descarboxilasa

ATP:(R)-5-difosfomevalonato carboxi-liasa (deshidratante).

## Mecanismo de enzima
La mevalonato difosfato descarboxilasa reconoce y une dos sustratos: ATP y mevalonato 5-difosfato. Después de la unión, la enzima realiza tres tipos de reacciones que se pueden separar en dos etapas principales. Primero, ocurre la fosforilación. Esto crea un intermedio reactivo, que en la segunda etapa sufre desfosforilación y descarboxilación concertadas. Muchos residuos enzimáticos en el sitio activo juegan papeles importantes en este mecanismo concertado. Un residuo de serina desprotona el hidroxilo en MVAPP y facilita el oxígeno para atacar un fosfato de ATP. Como resultado, el intermedio 1, 3-fosfoMVAPP, ahora tiene un grupo saliente mucho mejor, lo que ayuda a producir el intermedio 2. Este tercer intermedio es un intermedio transitorio de beta carboxi carbonio y proporciona un "sumidero de electrones" que ayuda a impulsar la reacción de descarboxilación.

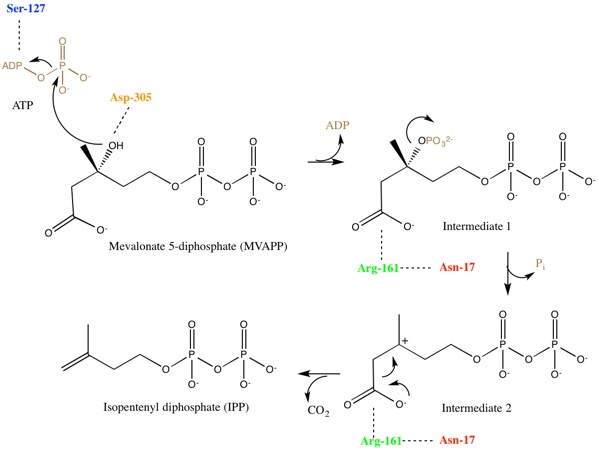
Mecanismo propuesto para la mevalonato difosfato descarboxilasa humana. Residuos de aminoácidos coloreados para corresponder a la imagen de la estructura cristalina de los residuos del sitio activo. El ATP es marrón para mostrar la transferencia de fosforilo.

## Estructura de enzima

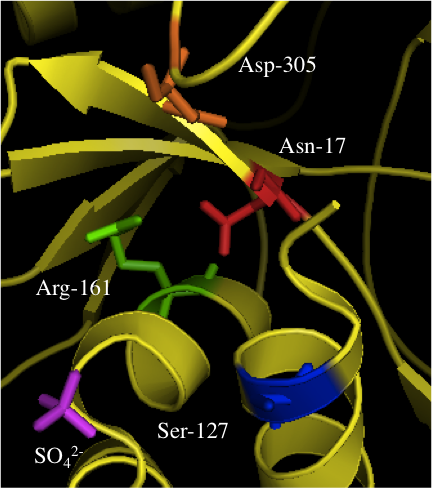
Estructura cristalina del sitio activo de la mevalonato difosfato descarboxilasa humana, generada a partir de 3D4J. Se destacan los residuos importantes propuestos para el mecanismo y la unión del sustrato: Arg-161 (verde), Ser-127 (azul), Asp-305 (naranja) y Asn-17 (rojo). El ion sulfato ayudó a comprender mejor la unión del sustrato. Se propone colocar el difosfato de mevalonato para que el fosfato terminal esté cerca del ion sulfato en la estructura cristalina.

El aparato enzimático exacto de la mevalonato difosfato descarboxilasa no se comprende completamente. Las estructuras de la levadura y la mevalonato difosfato descarboxilasa humana se han resuelto con cristalografía de rayos X, pero los científicos han experimentado dificultades para obtener estructuras de metabolitos unidos. Los científicos han clasificado la mevalonato difosfato descarboxilasa como una enzima en la familia de las quinasas GHMP (galactoquinasa, homoserina quinasa, mevalonato quinasa y fosfomevalonato quinasa). Tanto la mevalonato quinasa como la mevalonato difosfato descarboxilasa probablemente evolucionaron a partir de un ancestro común ya que tienen un pliegue similar y catalizan la fosforilación de sustratos similares. Debido a estos puntos en común, ambas enzimas a menudo se estudian comparativamente, y especialmente en referencia a los inhibidores..
Aunque hay información limitada, se han identificado algunos residuos importantes y se destacan en la estructura y mecanismo del sitio activo. Debido a la dificultad de obtener estructuras cristalinas de sustratos unidos, se usaron un ion sulfato y moléculas de agua para comprender mejor el papel de los residuos en la unión del sustrato.
Al investigar la forma humana de la mevalonato difosfato descarboxilasa, se identificaron los siguientes residuos específicos: arginina-161 (Arg-161), serina-127 (Ser-127), aspartato-305 (Asp-305) y asparagina-17 (Asn -17). Arg-161 interactúa con el carbonilo C1 de MVAPP, y Asn-17 es importante para el enlace de hidrógeno con este mismo residuo de arginina. Asp-305 se coloca a aproximadamente 4 Å del hidroxilo C3 en MVAPP y actúa como un catalizador base general en el sitio activo. Ser-127 ayuda en la orientación de la cadena de fosforilo para la transferencia de fosfato a MVAPP. El mevalonato difosfato descarboxilasa también tiene un bucle de unión a fosfato ("bucle P") donde los residuos de aminoácidos proporcionan interacciones clave que estabilizan el resto nucleótido trifosforilo. Los residuos del bucle P se conservan a través de enzimas en la familia de la quinasa GHMP e incluyen Ala-105, Ser-106, Ser-107 y Ala-108.

## Función biológica
Muchos organismos diferentes utilizan la vía del mevalonato y la mevalonato difosfato descarboxilasa, pero para diferentes propósitos. En las bacterias gram positivas, el isopentenil difosfato, el producto final de la mevalonato difosfato descarboxilasa, es un intermediario esencial en la biosíntesis de peptidoglucano y poliisoprenoide. Por lo tanto, enfocarse en la vía del mevalonato y la mevalonato difosfato descarboxilasa, podría ser un posible fármaco antimicrobiano.
La vía del mevalonato también se usa en eucariotas y plantas de orden superior. La mevalonato difosfato descarboxilasa está presente principalmente en el hígado de los mamíferos, donde la mayoría del mevalonato se convierte en colesterol. Parte del colesterol se convierte en hormonas esteroides, ácidos biliares y vitamina D. El mevalonato también se convierte en muchos otros intermedios importantes en las células de los mamíferos: dolicoles (portadores en el ensamblaje de cadenas de carbohidratos en las glucoproteínas), ubiquinonas (importantes para el transporte de electrones) , tRNA isopenteniltransferasa (utilizada en la síntesis de proteínas) y proteínas franesiladas y geranilgeraniladas (proteínas asociadas a la membrana que parecen estar involucradas en la señalización intracelular). El principal punto de regulación en la biosíntesis de isopreno de colesterol y no esteroles es la HMGCoA reductasa, la tercera enzima en la vía del mevalonato.

## Relevancia en patología
La enfermedad arterial coronaria es la principal causa de muerte en la población general de los Estados Unidos. La hipercolesterolemia o el colesterol alto se consideran un factor de riesgo importante en la enfermedad coronaria. Por lo tanto, los principales esfuerzos se centran en comprender la regulación y desarrollar inhibidores de la biosíntesis del colesterol. La mevalonato difosfato descarboxilasa es una enzima potencial para ser dirigida en la vía de síntesis de colesterol. Los científicos descubrieron que una molécula, el 6-fluoromevalonato (6-FMVA), es un fuerte inhibidor competitivo de la mevalonato difosfato descarboxilasa. La adición de 6-FMVA resulta en una disminución en los niveles de colesterol.
Las ratas espontáneamente hipertensas (propensas a un derrame cerebral) (SHRSP) se ven afectadas por hipertensión severa y hemorragia cerebral. Los científicos han encontrado un nivel bajo de colesterol en suero en ratas con esta afección. En SHRSP, la mevalonato difosfato descarboxilasa tiene una actividad mucho menor, mientras que la HMG-CoA reductasa permanece sin cambios; por lo tanto, la mevalonato difosfato descarboxilasa puede ser responsable de la biosíntesis de colesterol más bajo en esta condición. En los humanos, se presume que la deficiencia de colesterol puede hacer que las membranas plasmáticas sean frágiles y, como resultado, inducir angionecrosis en el cerebro. La reducción del colesterol sérico, resultante de una baja actividad de la descarboxilasa de mevalonato difosfato, puede ser la causa de hemorragia cerebral en algunos casos.

## Estudios estructurales
Hacia el 2015, al menos 15 estructuras han sido solucionadas para esta clase de enzimas, incluyendo códigos de accesión PDB 1FI4, 2HK2, 2HK3, y 2HK2.